# Regelklep
Een regelklep is een onder andere in de procestechniek gebruikt instrument dat een continu variabele restrictie voor het doorstromende medium vormt. De regelklep kan handbediend zijn, zelfregelend, of via sensoren aangestuurd worden door een procesautomatiseringssysteem.

## Zelfregelende klep
Zelfregelende kleppen worden versteld door een mechanisme met een veer en een membraan en worden vooral gebruikt om de druk van een gas of vloeistof te reduceren. Er is in dit geval geen hulpenergie noodzakelijk. Het te regelen medium zelf wordt hiervoor gebruikt. Voorbeelden hiervan zijn drukregelaars en door middel van vlotters bediende kleppen.

## Afstandbestuurde klep

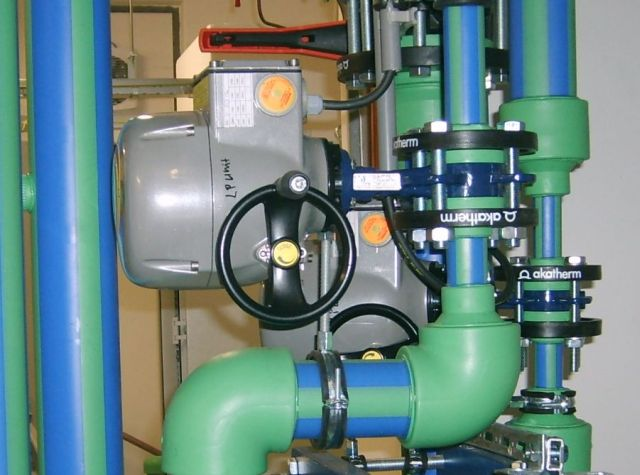
Een vlinderklep als regelklep, met elektrische aandrijving (grijs). In dit geval is tevens voorzien in een handwiel voor handmatige verstelling.

Indien de klep op afstand wordt bestuurd dan kan de aandrijving die de klep bedient bestaan uit een elektrische servomotor, of via een hydraulisch of pneumatisch principe werken. De elektrische servomotor wordt veelal door een besturingssignaal (spanning, stroom) vanuit een regelaar of ander regelsysteem aangestuurd en is meestal tevens voorzien van een mogelijkheid voor handbediening. Veel voorkomende elektrische stuursignalen zijn 0-10 Vdc, 2-10 Vdc, 0-20 mA of 4-20 mA. Pneumatische sturingen zijn meestal 0,2-1 bar.
Ook eenvoudige open-of-dichtsturing of driepuntssturing (met neutrale zone) kunnen bij vele servomotoren voor corrigerende regelorganen worden toegepast. Dit type servomotoren voor regelafsluiters heeft meestal een eigen voeding (24 Vac of 230 Vac), kunnen voorzien zijn van een veerretoursysteem of een accupakket om de regelafsluiter naar een veilige stand te sturen bij onvoorziene gebeurtenissen, of terugkoppeling in de vorm van eindschakelaars of een codeschijf om te controleren of de klep inderdaad de ingestelde stand heeft bereikt.

## Kvs-waarde
Het geleidingsvermogen van een volledig geopende klep (het tegenovergestelde van de weerstand) wordt aangegeven door de Kvs-waarde (in Angelsaksische landen vaker de Cvs-waarde). De Kvs-waarde wordt aangegeven als de hoeveelheid doorgestroomd medium (vloeistof, gas) per tijdseenheid bij een eenheid van drukverschil over de klep. Meestal in m³/uur, of liter per minuut, bij een drukverschil van 1 bar. 
Bij een bepaalde openingspercentage van de klep spreekt men over de Kv-waarde. De doorgelaten hoeveelheid (bij een bepaalde klepstand) is evenredig met de wortel uit het drukverschil.

## Het kiezen van een regelklep
Een regelklep zal van zodanige grootte gekozen worden dat de stroming over het gewenste gebied (tussen de minimaal en maximaal gewenste stroming) zo goed mogelijk geregeld kan worden. Een voorbeeld van een slecht gedimensioneerde klep is de kraan bij een radiator van de centrale verwarming: bij een zeer geringe opening stroomt reeds vrijwel de maximale stroming door de kraan. Nauwkeurig regelen is daarmee niet mogelijk. Vaak zal gekozen worden voor een regelkraan die een min of meer lineair verband geeft tussen openingspercentage en de Kv-waarde.

## Voorbeelden
- Regelkleppen in de raffinaderij- en gasindustrie.
- De smoorklep van een automotor die door het gaspedaal bediend wordt.
- De kranen van tappunten van de waterleiding waarmee de sterkte van de straal geregeld wordt.
- De gasdrukregelaar op een butagasfles.